# Here's to Love
Here's to Love is een nummer van de Belgische zanger Jasper Steverlinck uit 2017. Het is de tweede single van zijn eerste soloalbum Night Prayer.
"Here to Love" werd in 2017 gebruikt in de televisiereclames voor De Warmste Week. Volgens Steverlinck zit er "hoop, licht en donker" in het nummer. Het nummer werd een grote hit in Vlaanderen, waar het de 6e positie behaalde in de Vlaamse Ultratop 50. In Wallonië reikte het tot de Tipparade.